# Баймаала
Баймаала (кирг. Баймаала) — село в Кадамжайском районе Баткенской области Кыргызстана. Входит в состав айылного аймака Исхак-Полотхан.

## География
Село расположено в восточной части области, вблизи государственной границы с Узбекистаном, на расстоянии приблизительно 11 километров (по прямой) к северо-западу от города Кадамжай, административного центра района.

## Население
Согласно оценочным данным Национального статистического комитета Кыргызской Республики, численность населения села на начало 2023 года составляла 263 человека.
| год     | 2009 | 2014 | 2015 | 2020 | 2021 | 2023 |
| ------- | ---- | ---- | ---- | ---- | ---- | ---- |
| человек | 198  | 230  | 162  | 188  | 220  | 263  |